# Элеонора де Богун, графиня Ормонд
Элеонора де Богун, графиня Ормонд (англ. Eleanor de Bohun, Countess of Ormonde; 17 октября 1304 года — 7 октября 1363 года) — одна из дочерей Хамфри де Богуна, 4-го графа Херефорда и принцессы Елизаветы Рудланской, дочери короля Англии Эдуарда I Плантагенета и Элеоноры Кастильской.

## Биография
Элеонора родилась в замке Нерсборо. После смерти родителей она была помещена под опеку её тётки Марии Плантагенет и воспитывалась в Эймсбери вместе с многочисленными двоюродными сёстрами, в том числе с Джоан Гавестон, Изабеллой Ланкастерской и Джоан де Монтемер. Эдуард II назначил 100 марок ежегодно на содержание Элеоноры и её младшей кузины Джоан Гавестон в Эймсбери.
Элеонора была замужем два раза. В первый раз она вышла замуж в 1327 году за Джеймса Батлера, 1-го графа Ормонда, который умер в 1338 году. Второй брак был заключён через шесть лет после смерти Батлера: избранником стал Томас Дэгуорт, который был убит в 1350 году, угодив в засаду в Бретани.

## Семья
Первый муж (с 1327 года) — Джеймс Батлер, 1-й граф Ормонд (ок. 1305—1338), сын Эдмунда Батлера, графа Каррика и леди Джоан Фицджеральд. Их дети:
- Джон Батлер (родился 6 ноября 1330 года, умер в младенчестве)[5];
- Петронилла (или Перина) Батлер, баронесса Талбот (умерла в 1387 году)[5], была замужем за Гилбертом Талботом, 3-м бароном Талботом (ок. 1332—1387) и имела дочь, Элизабет Талбот, которая вышла замуж за сэра Генри де Грея, 5-го барона Грея из Уилтона[6];
- Алиенора Батлер (умерла в 1392 году)[5], была замужем за Джеральдом Фицджеральдом, 3-м графом Десмондом;
- Джеймс Батлер, 2-й граф Ормонд (4 октября 1331 года — 18 октября 1382 года)[5], был женат на Элизабет Дарси[англ.].

Второй муж (с 1344 года) — Томас де Дэгуорт, лорд Дэгуорт (1276—1350), сын Джона Дэгуорта и Алис Фицварин. Их дочь:
- Элеонора де Дэгуорт, которая вышла замуж в Вачери (в Кранли), графство Суррей, по разрешению, датированному от 23 июня 1362 года, за Уолтера Фицуолтера, 4-го лорда Фицуолтера. После её смерти была похоронена в Данмау[7].